# Essex (Connecticut)
Essex is een plaats (town) in de Amerikaanse staat Connecticut, en valt bestuurlijk gezien onder Middlesex County.

## Demografie
Bij de volkstelling in 2000 werd het aantal inwoners vastgesteld op 6505.

## Geografie
Volgens het United States Census Bureau beslaat de plaats een oppervlakte van
30,6 km², waarvan 26,8 km² land en 3,8 km² water.
De town bestaat uit 3 dorpen: Essex (zip code 06426), Centerbrook (06409) en Ivoryton (06442).

## Plaatsen in de nabije omgeving
De onderstaande figuur toont nabijgelegen 'incorporated' en 'census-designated' plaatsen in een straal van 16 km rond Essex Village.

## Geboren
- Lee Tergesen (8 juli 1965), acteur